# نشار (همدان)
نشر یک روستا در ایران است که در دهستان گنبد واقع شده‌است. نشر طبق سرشماری سال ۱۳۹۵ تعداد ۲۵۸ نفر جمعیت دارد.